# Epizeuxis (geslacht)
Epizeuxis is een geslacht van vlinders van de familie spinneruilen (Erebidae).

## Soorten
- E. aemula Hübner, 1813
- E. albomaculatat Leech, 1900
- E. americalis Guenée, 1854
- E. annulata Leech, 1900
- E. basalis Wileman & South, 1921
- E. betulalis Pagenstecher, 1888
- E. bipupillata Joicey & Talbot, 1917
- E. brunnealis Pagenstecher, 1888
- E. butleri Leech, 1900
- E. calvaria Schiffermüller, 1776
- E. curvipalpis Butler, 1879
- E. denticulalis Harvey, 1875
- E. diminduendis Barnes & McDunnough, 1918
- E. forbesi French, 1894
- E. fulvipicta Butler, 1889
- E. gopheri Smith, 1899
- E. julia Barnes & McDunnough, 1918
- E. laurentii Smith, 1893
- E. lilacina Butler, 1879
- E. lubricalis Geyer, 1832
- E. lunulata Herz, 1905
- E. majoralis Smith, 1895
- E. melanotypa Hampson
- E. modesta Swinhoe, 1890

- E. oaxacalis Schaus, 1916
- E. obliqua Staudinger, 1892
- E. ocellata Holloway, 1976
- E. parvulalis Barnes & McDunnough, 1911
- E. peregrina Schultze, 1907
- E. pryeri Butler, 1879
- E. pulchellescens Dyar, 1922
- E. punctalis Barnes & McDunnough, 1916
- E. pygata Strand, 1920
- E. rotundalis Walker, 1865
- E. scobialis Grote, 1880
- E. serralis Mabille, 1880
- E. suffusalis Smith, 1899
- E. terrebralis Barnes & McDunnough, 1912
- E. terrosalis Dognin, 1914
- E. vancouverensis Hampson